# Španělsko na Letních olympijských hrách 1992
Španělsko se účastnilo Letní olympiády 1992 ve španělské Barceloně. Zastupovalo ho 422 sportovců (297 mužů a 95 žen) v 125 sportech.

## Medailisté
| Medaile | Jméno | Sport              | Soutěž                       |
| ------- | --- | ------------------ | ---------------------------- |
| Zlato   | Antonio Vázquez Alfonso Menéndez Juan Holgado | Lukostřelba        | Družstvo mužů                |
| Zlato   | Fermín Cacho | Atletika           | Muži běh na 1 500 m          |
| Zlato   | Daniel Plaza | Atletika           | Muži chůze na 20 km          |
| Zlato   | José Manuel Moreno | Cyklistika         | Muži 1000 m s pevným startem |
| Zlato   | José Amavisca Rafael Berges Santiago Cañizares Abelardo Albert Ferrer Pep Guardiola Miguel Hernández Toni Mikel Lasa Juan Manuel López Javier Manjarín Luis Enrique Kiko Alfonso Antonio Pinilla Francisco Soler Gabriel Vidal Roberto Solozábal David Villabona Paqui Trenér:Vicente Miera | Fotbal             | turnaj mužů                  |
| Zlato   | Marívi González Natalia Dorado Virginia Ramírez María Carmen Barea Silvia Manrique Nagore Gabellanes María Ángeles Rodríguez Sonia Barrio Celia Correa Elisabeth Maragall Teresa Motos Maider Tellería Mercedes Coghen Nuria Olivé Anna Maiques María Isabel Martínez                       | Pozemní hokej      | turnaj žen                   |
| Zlato   | José María van der Ploeg | Jachting           | Muži třída Finn              |
| Zlato   | Luís Doreste Domingo José Manrique | Jachting           | Muži třída Bludný Holanďan   |
| Zlato   | Jordi Calafat Kiko Sánchez | Jachting           | družstvo mužů třída 470      |
| Zlato   | Theresa Zabell Patricia Guerra | Jachting           | družstvo žen třída 470       |
| Zlato   | Almudena Muñozová | Judo               | Ženy do 52 kg                |
| Zlato   | Miriam Blascová | Judo               | Ženy do 56 kg                |
| Zlato   | Martin López-Zubero | Plavání            | muži znak 200 m              |
| Stříbro | Antonio Peñalver | Atletika           | Muži desetiboj               |
| Stříbro | Faustino Reyes | Box                | Muži pérová váha do 57 kg    |
| Stříbro | Carolina Pascual | Moderní gymnastika | Ženy víceboj jednotlivkyň    |
| Stříbro | Natalia Vía Dufresne | Jachting           | Ženy                         |
| Stříbro | Jordi Arrese | Tenis              | Muži dvouhra                 |
| Stříbro | Arantxa Sánchezová Vicariová Conchita Martínezová | Tenis              | Ženy čtyřhra                 |
| Stříbro | Družstvo mužů | Vodní pólo         | turnaj mužů                  |
| Bronz   | Javier García | Atletika           | Muži skok o tyči             |
| Bronz   | Arantxa Sánchezová Vicariová | Tenis              | Ženy dvouhra                 |